# Красноводская коса
Красноводская коса — коса в Туркменистане, на востоке Каспийского моря.
Коса ограничивает залив Туркменбашы с северо-западной стороны. Тянется от суши в юго-восточном направлении. Общая протяжённость косы — 37 км; ширина косы составляющая 9 км у основания, быстро сужается до 1 км.
У основания косы, в её западной стороне, расположен мыс Тарта; восточная сторона основания косы омывается бухтой Соймонова. В южной части коса разветвляется, образуя бухту Бековича. Часть Красноводской косы называется косой Бековича. К юго-востоку от косы расположена отмель, на которой находится остров Осушной. По состоянию на 2024 год, вследствие падения уровня Каспийского моря, которое привело к обмелению Красноводского залива, остров Осушной стал частью Красноводской косы.
Коса сложена песчаными грунтами, в северной части имеются песчаные дюны. Коса в основном покрыта камышом, а также мелкой травой и кустарниками.
Чтобы сократить путь для судов направляющихся в порт Красноводск (ныне Туркменбашы), которым приходилось огибать косу, в 1962 году в узкой части косы был прорыт канал, шириной 400 м. Вследствие этого, южная часть косы, в которой расположен посёлок Гызылсув, фактически превратилась в остров.